# 二五减租
二五减租，是一项减轻佃农地租的土地政策。
1926年9月，广州国民政府在政纲中提出减少佃农佃租25%，即从原来一般占主要农产品全部收获量50%租额中减少25%，后来南京国民政府也多次宣布要实行二五减租，但因地主阶级的激烈反对，全国绝大部分地区并未实际实行。抗日战争时期，中国共产党把减租减息作为抗日民族统一战线方针在经济方面的体现，在其领导的各抗日根据地开展了减租减息运动，一般采用二五减租。